# Ultralydsrenser
Ultralydsrensning er en metode, hvor man benytter ultralyd til mekanisk rensning af objekter. Det er en mild metode at rense ting på.